# Ostrobotnie (région contemporaine)
Pour les articles homonymes, voir Ostrobotnie.
L'Ostrobotnie (en finnois : Pohjanmaa, en suédois : Österbotten) est une région côtière de l'ouest de la Finlande. Elle a pour capitale Vaasa. Elle tire son nom de la province historique d'Ostrobotnie dont elle occupe le sud de la partie côtière.

## Géographie
La région a une superficie de 7 934,63 km2 et en 2019, sa population compte 180 690 habitants.
La région est largement tournée vers la mer, longue bande côtière de 15 à 50 kilomètres de large et près de 250 kilomètres de long bordant le Golfe de Botnie. Elle est pratiquement dépourvue de relief hormis quelques modestes collines isolées.
Au sud, la région est bordée par le Satakunta, à l'est par la longue frontière de l'Ostrobotnie du Sud et au nord-est par l'Ostrobotnie centrale.

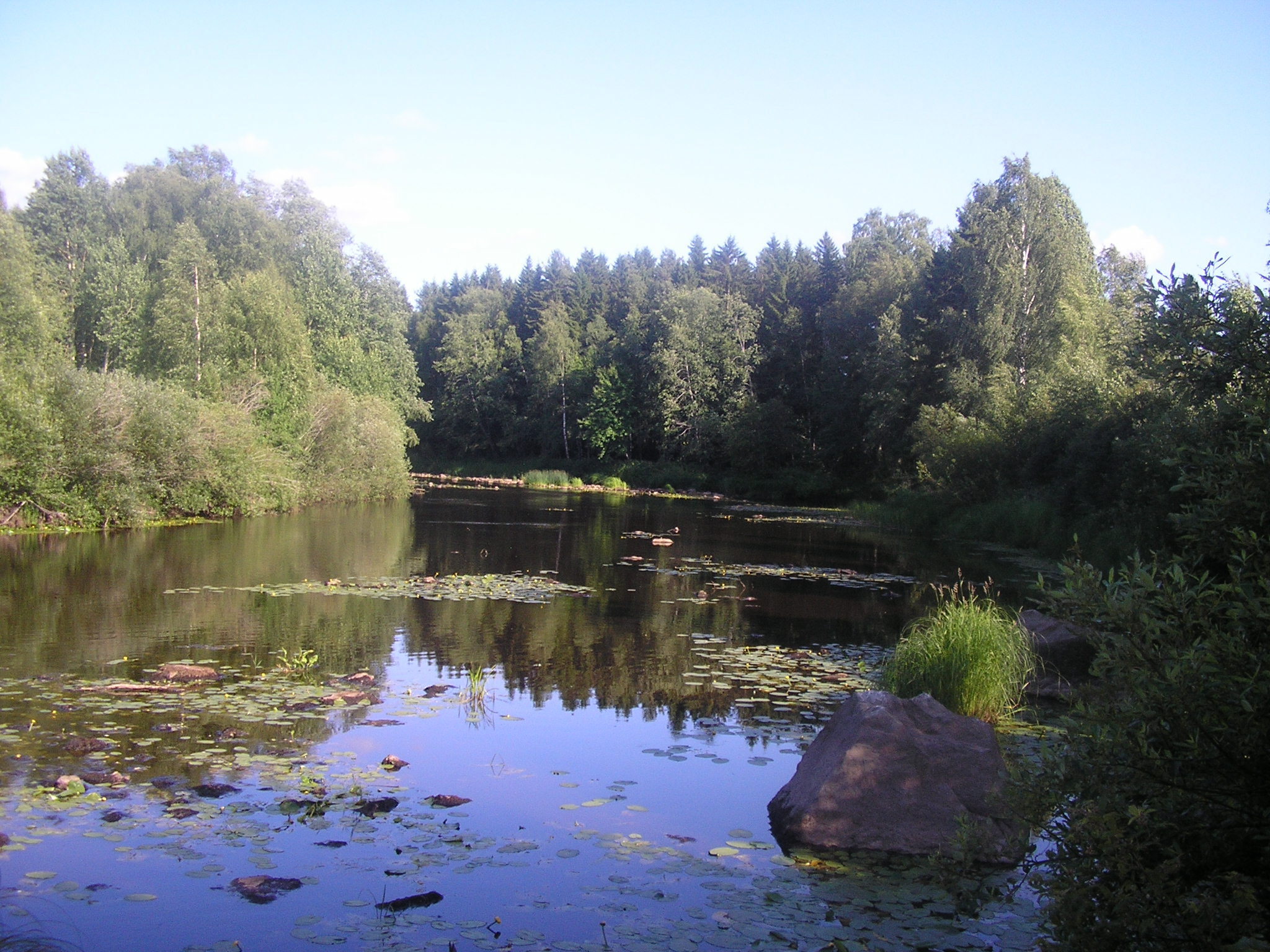
Rivière Lapuanjoki (Lappo å en suédois) à Nykarleby

## Communes
Quinze municipalités composent la région, dont six villes. En raison de la position côtière de la province, on trouve un grand nombre de communes bilingues.

### Anciennes municipalités
- Bergö
- Maxmo
- Oravais
- Replot
- Vähäkyrö
- Vörå-Maxmo

## Répartition linguistique
Cette région est la seule de Finlande métropolitaine (hors Åland) à comporter une majorité de suédophones (52 %, contre 47 % de locuteurs de langue maternelle finnoise).[réf. souhaitée]
- Deux communes rurales sont unilingues finnophones, (Isokyrö et Laihia).
- Une est unilingue suédophone (Närpes), étant une des deux villes de Finlande où le suédois est seule langue officielle.
- Dix sont bilingues à majorité suédophone et deux bilingues à majorité finnoise.

| Nom dans la langue majoritaire | Nom dans la langue minoritaire | Population | Population suédophone | Population finnophone | sous-région            |
| ------------------------------ | ------------------------------ | ---------- | --------------------- | --------------------- | ---------------------- |
| Isokyrö                        | Storkyro                       | 5 007      | 0,6 %                 | 98,9 %                | Kyrönmaa               |
| Jakobstad (ville)              | Pietarsaari                    | 19 673     | 56,4 %                | 40,2 %                | Jakobstad              |
| Kaskinen (ville)               | Kaskö                          | 1 472      | 28,1 %                | 68,1 %                | Côte de sud-est Botnie |
| Korsholm                       | Mustasaari                     | 18 260     | 70,2 %                | 28,7 %                | Vaasa                  |
| Korsnäs                        | Korsnäs                        | 2 230      | 91,2 %                | 3,2 %                 | Vaasa                  |
| Kristinestad (ville)           | Kristiinankaupunki             | 7 278      | 56,6 %                | 42,2 %                | Côte de sud-est Botnie |
| Kronoby                        | Kruunupyy                      | 6 718      | 83,3 %                | 15,6 %                | Jakobstad              |
| Laihia                         | Laihela                        | 7 753      | 1,0 %                 | 98,3 %                | Kyrönmaa               |
| Larsmo                         | Luoto                          | 4 698      | 92,5 %                | 6,5 %                 | Jakobstad              |
| Malax                          | Maalahti                       | 5 596      | 88,2 %                | 9,1 %                 | Vaasa                  |
| Närpes (ville)                 | Närpiö                         | 9 494      | 88,4 %                | 5,8 %                 | Côte de sud-est Botnie |
| Nykarleby (ville)              | Uusikaarlepyy                  | 7 473      | 89,3 %                | 8,1 %                 | Jakobstad              |
| Pedersöre                      | Pedersören kunta               | 10 820     | 90,1 %                | 9,0 %                 | Jakobstad              |
| Vaasa (ville)                  | Vasa                           | 60 622     | 24,8 %                | 69,8 %                | Vaasa                  |
| Vörå                           | Vöyri                          | 6 687      | 84,6 %                | 13,6 %                | Vaasa                  |